# 뤼디거 프랑크
뤼디거 프랑크(독일어: Rüdiger Frank, 1969년~)는 독일의 경제학자이자 조선민주주의인민공화국 및 동아시아 전문가이다. 현재 오스트리아 빈에 거주하며 빈 대학에서 동아시아 경제 및 사회 분야 교수로 재직하고 있으며, 비엔나 동아시아학과의 학과장이자 고려대학교와 북한대학원대학교의 겸임교수이기도 하다.